# 大成镇 (信宜市)
大成镇，是中华人民共和国广东省茂名市信宜市下辖的一个乡镇级行政单位。

## 行政区划
大成镇下辖以下地区：
大成村、水美村、禄豪村、双乐村、城垌村、冲尾村、大樟村、丽沙村、禄福村、石屏村、塘坳村、相友村、下湾村、上湾村和北梭村。